# Ferdinandea montana
Ferdinandea montana är en tvåvingeart som beskrevs av Hull 1942. Ferdinandea montana ingår i släktet guldblomflugor, och familjen blomflugor. Inga underarter finns listade i Catalogue of Life.